# Olympische Sommerspiele 1928/Teilnehmer (Rumänien)
| Gelbes Symbol für Goldmedaillen mit stilisierten Olympischen Ringen | Graues Symbol für Silbermedaillen mit stilisierten Olympischen Ringen | Braundes Symbol für Bronzemedaillen mit stilisierten Olympischen Ringen |
| ------------------------------------------------------------------- | --------------------------------------------------------------------- | ----------------------------------------------------------------------- |
| —                                                                   | —                                                                     | —                                                                       |

Das Königreich Rumänien nahm an den Olympischen Sommerspielen 1928 in Amsterdam, Niederlande, mit einer Delegation von 21 Sportlern (19 Männer und zwei Frauen) teil.

## Teilnehmer nach Sportarten

### Fechten
- Mihai Savu
Florett, Einzel: Halbfinale
Florett, Mannschaft: Vorrunde
Degen, Mannschaft: Viertelfinale

- Gheorghe Caranfil
Florett, Einzel: Vorrunde
Florett, Mannschaft: Vorrunde
Degen, Einzel: Vorrunde
Degen, Mannschaft: Viertelfinale

- Nicolae Caranfil
Florett, Mannschaft: Vorrunde

- Dan Gheorghiu
Florett, Mannschaft: Vorrunde
Degen, Einzel: Vorrunde
Degen, Mannschaft: Viertelfinale

- Ion Rudeanu
Florett, Mannschaft: Vorrunde
Degen, Mannschaft: Viertelfinale

- Răzvan Penescu
Degen, Einzel: Viertelfinale
Degen, Mannschaft: Viertelfinale

- Denis Dolecsko
Säbel, Einzel: Halbfinale

- Mihai Raicu
Säbel, Einzel: Vorrunde

### Leichtathletik
- Ladislau Peter
100 Meter: Vorläufe
200 Meter: Vorläufe

- Vintilă Cristescu
Marathon: DNF

- Lothar Albrich
110 Meter Hürden: Vorläufe

- Otto Schöpp
110 Meter Hürden: Vorläufe
Hochsprung: 28. Platz in der Qualifikation

- Tiberiu Rusu
Hochsprung: 28. Platz in der Qualifikation

- Ion David
Kugelstoßen: 16. Platz in der Qualifikation
Diskuswerfen: 29. Platz in der Qualifikation

- Alexandru Fritz
Kugelstoßen: 19. Platz in der Qualifikation

- Otto Rottman
Speerwerfen: 27. Platz in der Qualifikation

- Gheorghe Csegezi
Zehnkampf: 26. Platz

- Ion Haidu
Zehnkampf: DNF

- Virgil Ioan
Zehnkampf: DNF

- Irina Orendi
Frauen, Hochsprung: 20. Platz in der Qualifikation

- Berta Jikeli
Frauen, Diskuswerfen: 18. Platz